# سیمون بولیوار باکنر
سیمون بولیوار باکنر (انگلیسی: Simon Bolivar Buckner; ۱ آوریل ۱۸۲۳ – ۸ ژانویهٔ ۱۹۱۴) سیاست‌مدار اهل ایالات متحده آمریکا بود.